# Luigi Balbo Bertone di Sambuy
Luigi Balbo Bertone di Sambuy (Torino, 14 marzo 1873 – Santena, 14 agosto 1945) è stato un nobile e politico italiano dell'Italia fascista, commissario e poi podestà di Torino dal 1926 al 1928.

## Biografia
Figlio terzogenito del senatore e sindaco di Torino Ernesto Balbo Bertone di Sambuy e della moglie, Anne Bonne Fougerette dei marchedi di Ganay. 
Nominato commissario del comune di Torino, il 24 dicembre 1926 si insediò come primo podestà di Torino nel periodo fascista. Dal marzo successivo fu coadiuvato da due vicepodestà, mentre nel 1928 fu nominata la consulta municipale.
Nel settembre del 1928 lo scandalo dell'esattoria comunale, la cui ditta appaltatrice aveva accumulato in pochi anni un notevole passivo, lo portò alle dimissioni insieme al segretario del fascio di Torino, suo cognato, il colonnello Carlo di Robilant.

## Discendenza
Sposò nel 1903 Teresa Nicolis di Robilant (1883 † 1968), figlia di Carlo Felice Nicolis di Robilant e di Edmée von Clary und Aldringen, dalla quale ebbe sette figli:
- Ernesto (*1905 †1907);
- Bona Edmée (*1904 †1932). Sposata, il 3 gennaio 1925 a La Spezia, con Alfonso Orombelli (*1898 †1976);
- Carla;
- Elisa;
- Anna;
- Manfredo (*†1917);
- Emanuele (*1921 †1948). Conte di Sambuy, si sposa con Giuseppina Carena.

## Ascendenza
|                                          |                                     |                                         | Genitori                                           |  |  | Nonni |  |  | Bisnonni                     |  |  | Trisnonni                    |  |
|                                          |                                     |                                         |                                                    |  |  |       |  |  | Carlo Gabriele Balbo Bertone |  |  | Carlo Emanuele Balbo Bertone |  |
|                                          |                                     |                                         |                                                    |  |  |       |  |  | Carlo Gabriele Balbo Bertone |  |  | Carlo Emanuele Balbo Bertone |  |
|                                          |                                     | Rosalia Asinari di San Marzano          |                                                    |  |  |       |  |  | Carlo Gabriele Balbo Bertone |  |  |                              |  |
| Vittorio Amedeo Balbo Bertone            |                                     |                                         |                                                    |  |  |       |  |  | Carlo Gabriele Balbo Bertone |  |  |                              |  |
|                                          |                                     | Daria Delfina Ghilini                   | Manfredo III Ghilini                               |  |  |       |  |  |                              |  |  |                              |  |
|                                          |                                     | Daria Delfina Ghilini                   | Manfredo III Ghilini                               |  |  |       |  |  |                              |  |  |                              |  |
|                                          |                                     | Daria Delfina Ghilini                   | Costanza Provana                                   |  |  |       |  |  |                              |  |  |                              |  |
| Ernesto Balbo Bertone                    |                                     | Daria Delfina Ghilini                   |                                                    |  |  |       |  |  |                              |  |  |                              |  |
|                                          |                                     | Marco Adalberto Pallavicino             | Adalberto Gioacchino Pallavicino                   |  |  |       |  |  |                              |  |  |                              |  |
|                                          |                                     | Marco Adalberto Pallavicino             | Adalberto Gioacchino Pallavicino                   |  |  |       |  |  |                              |  |  |                              |  |
|                                          |                                     | Marco Adalberto Pallavicino             | Maria Cristina Sandri Trotti                       |  |  |       |  |  |                              |  |  |                              |  |
| Luigia Carlotta Pallavicino              |                                     | Marco Adalberto Pallavicino             |                                                    |  |  |       |  |  |                              |  |  |                              |  |
|                                          |                                     | Carola Mecchia di Coggiola              | Luigi Maria Mocchia di Coggiola, conte di Coggiola |  |  |       |  |  |                              |  |  |                              |  |
|                                          |                                     | Carola Mecchia di Coggiola              | Luigi Maria Mocchia di Coggiola, conte di Coggiola |  |  |       |  |  |                              |  |  |                              |  |
|                                          |                                     | Carola Mecchia di Coggiola              | Barbara Metilde Piossasco di Bosia                 |  |  |       |  |  |                              |  |  |                              |  |
| Luigi Balbo Bertone                      |                                     | Carola Mecchia di Coggiola              |                                                    |  |  |       |  |  |                              |  |  |                              |  |
|                                          | Antoine Charles Fougerette de Ganay | Paul Louis Fougerette de Ganay          |                                                    |  |  |       |  |  |                              |  |  |                              |  |
|                                          | Antoine Charles Fougerette de Ganay | Paul Louis Fougerette de Ganay          |                                                    |  |  |       |  |  |                              |  |  |                              |  |
|                                          | Antoine Charles Fougerette de Ganay | Anne Marie Thérèse Gravier de Vergennes |                                                    |  |  |       |  |  |                              |  |  |                              |  |
| Charles Alexandre Fougerette de Ganay    | Antoine Charles Fougerette de Ganay |                                         |                                                    |  |  |       |  |  |                              |  |  |                              |  |
|                                          |                                     | Françoise Bonne de Virieu de Beauvoir   | Nicolas de Virieu de Beauvoir                      |  |  |       |  |  |                              |  |  |                              |  |
|                                          |                                     | Françoise Bonne de Virieu de Beauvoir   | Nicolas de Virieu de Beauvoir                      |  |  |       |  |  |                              |  |  |                              |  |
|                                          |                                     | Françoise Bonne de Virieu de Beauvoir   | Claudine de Maleteste                              |  |  |       |  |  |                              |  |  |                              |  |
| Bonne Anne Henriette Fougerette de Ganay |                                     | Françoise Bonne de Virieu de Beauvoir   |                                                    |  |  |       |  |  |                              |  |  |                              |  |
|                                          |                                     | Jacques Alexandre de Pourtalès          | Jacques Louis de Pourtalès                         |  |  |       |  |  |                              |  |  |                              |  |
|                                          |                                     | Jacques Alexandre de Pourtalès          | Jacques Louis de Pourtalès                         |  |  |       |  |  |                              |  |  |                              |  |
|                                          |                                     | Jacques Alexandre de Pourtalès          | Rose Augustine Marie de Luze                       |  |  |       |  |  |                              |  |  |                              |  |
| Elisa Calixte de Pourtalès               |                                     | Jacques Alexandre de Pourtalès          |                                                    |  |  |       |  |  |                              |  |  |                              |  |
|                                          |                                     | Anne Henriette de Palézieux-Falconnet   | Jean Louis de Palézieux-Falconnet                  |  |  |       |  |  |                              |  |  |                              |  |
|                                          |                                     | Anne Henriette de Palézieux-Falconnet   | Jean Louis de Palézieux-Falconnet                  |  |  |       |  |  |                              |  |  |                              |  |
|                                          |                                     | Anne Henriette de Palézieux-Falconnet   | Anna Hunter                                        |  |  |       |  |  |                              |  |  |                              |  |
|                                          |                                     | Anne Henriette de Palézieux-Falconnet   |                                                    |  |  |       |  |  |                              |  |  |                              |  |